# Faratsiho (Stadt)
Faratsiho ist eine Ortschaft im Herzen der Region Vakinankaratra in Madagaskar. 2015 lebten dort ca. 38.000 Menschen.